# Mercury-Little-Joe 6

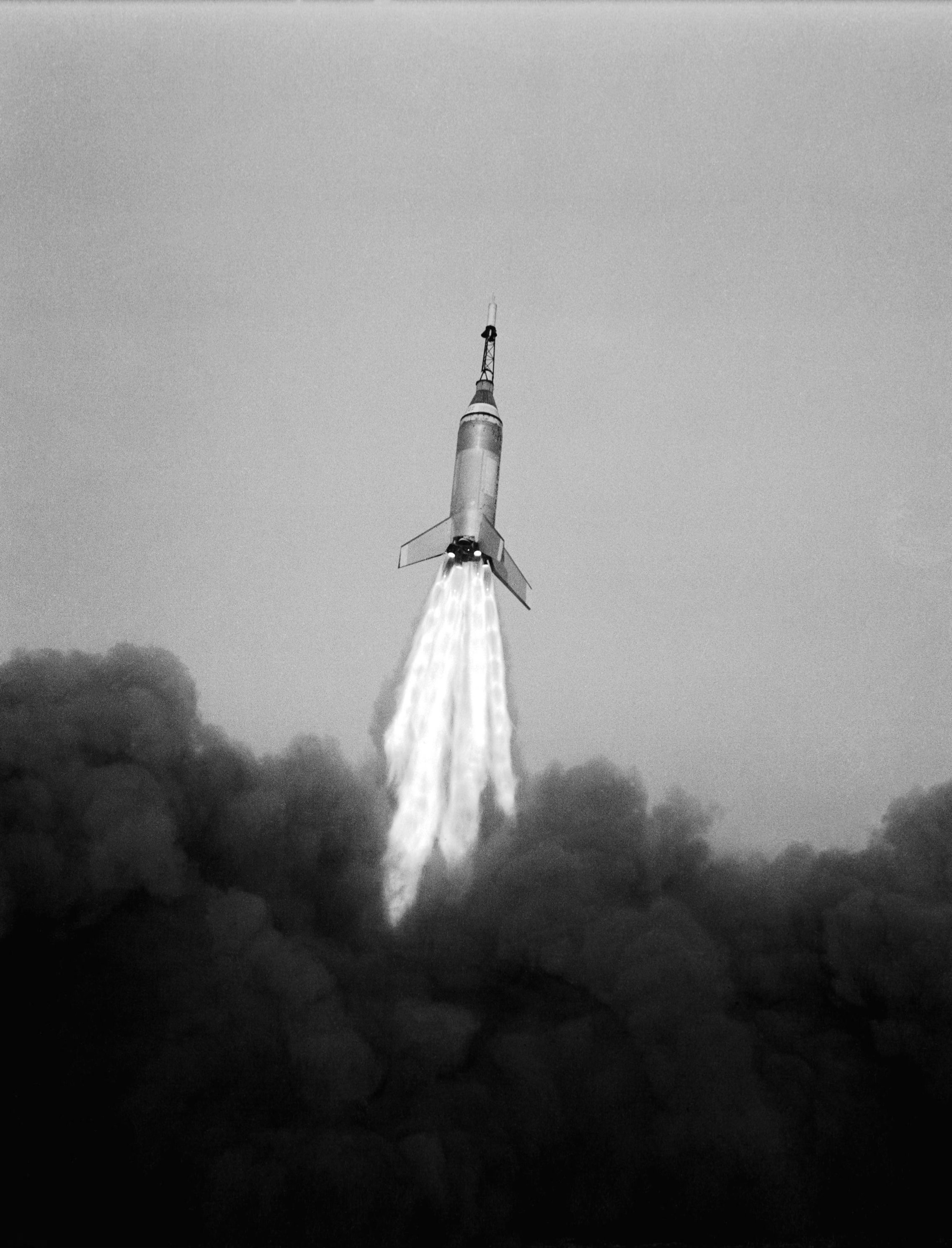
Start von Little Joe 6 am 4. Oktober 1959.

Mercury-Little-Joe 6  war ein unbemannter Testflug innerhalb des Mercury-Programms der NASA. Der Flug diente der Erprobung der Rettungsrakete, die sich auf dem nicht funktionstüchtigen Modell der Mercury-Kapsel befand. Die Kapsel flog rund 127 km weit und erreichte bei 59,5 km Höhe den Gipfelpunkt. Die Maximalgeschwindigkeit betrug 4.949 km/h, die Maximalbeschleunigung 5,9 g. Die Nutzlast wog 1.134 kg.